# Mesochorus impolitus
Mesochorus impolitus là một loài tò vò trong họ Ichneumonidae.